# عزب العرب
قرية عزب العرب هي إحدى القرى التابعة لمركز أجا في محافظة الدقهلية في جمهورية مصر العربية. حسب إحصاءات سنة 2006، بلغ إجمالي السكان في عزب العرب 1728 نسمة، منهم 879 رجل و849 امرأة.